# Río Nogueira
El río Nogueira es un curso natural de agua que desemboca en la bahía Inútil de la isla Grande de Tierra del Fuego.

## Caudal y régimen
El "Plan estratégico de gestión hídrica Tierra del Fuego" de la DGA lo califica como uno de los "ríos menores y chorrillos de escaso desarrollo que llevan agua hacia el Estrecho, entre ellos los ríos o arroyos Marazzi, Riquelme, Bautista, Mc Clelland, Nogueira, Green, Blanco, Woodsend, La Paciencia, Paralelo".: 16 

## Historia
Luis Risopatrón lo describe brevemente en su Diccionario Jeográfico de Chile de 1924:: 590 
Nogueira (Rio) 53° 43’ 69° 42'. Es de corto curso i afluye del SE a la costa S de la bahía Inútil, a poca distancia al W de la estancia Mac-Clelland; del apellido del industrial señor José Nogueira (1890). 156.